# Discriminação de preços
Discriminação de preços é a prática de cobrar preços diferentes pelo mesmo produto.
Para que a discriminação de preços seja eficaz, é necessário que a empresa seja capaz de identificar os diferentes consumidores, e de lhes cobrar preços diferentes e os consumidores não tenham a possibilidade de fazer arbitragem (os consumidores aos quais o produto é vendido a um preço mais baixo não o podem vender aos outros).
A discriminação de preços pode ser dividida em três graus de acordo com a capacidade de cada uma das partes (consumidores e produtores) de estabelecer preços diferenciados.

## 1º Grau

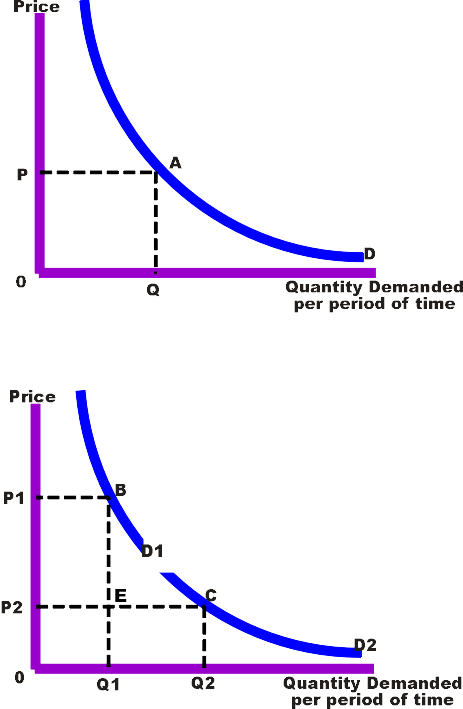
Receita do produtor com e sem discriminação de preço.

A discriminação de preços de 1° grau (ou perfeita) consiste na venda de cada unidade de produto ao preço máximo que o consumidor está disposto a pagar por essa unidade (o seu preço de reserva).
Com esse tipo de discriminação, é transacionada a mesma quantidade que em concorrência perfeita (correspondente à igualdade entre preço e custo marginal), mas o excedente do consumidor passa a ser zero.
Num monopólio com discriminação de preços de 1° grau:
- a curva da procura coincide com a curva da receita marginal;
- o monopolista apropria-se de todo o excedente do consumidor;
- o lucro do monopolista é igual ao excedente econômico total;
- o volume de produção maximiza o excedente econômico total;
- a eficiência é máxima, mas a equidade é questionável.

## 2º Grau
A discriminação de preços de 2° grau consiste na venda de cada conjunto (ou lote) de unidades a um preço específico. Assim, o preço depende do número de unidades adquiridas.

## 3º Grau
A discriminação de preços de 3° grau consiste em cobrar preços diferentes a grupos diferentes de consumidores.
Identificando grupos de consumidores com elasticidades preço da procura diferentes, a empresa procurará cobrar-lhes preços diferentes (preços mais elevados aos consumidores com procura menos elástica).
O caso mais frequente é o de um monopolista que vende em dois mercados separados. O seu objetivo, como sempre, é o de maximizar o seu lucro.